# Conferência de Intelectuais da África e da Diáspora
Conferência de Intelectuais da África e da Diáspora (CIAD) é um evento cuja primeira edição ocorreu em Dacar - Senegal, em outubro de 2004, tem por objetivo reunir intelectuais, representantes da sociedade civil e tomadores de decisão para discussões aprofundadas sobre temas de interesse da África e da Diáspora africana. Propõe-se também a ampliar o conhecimento mútuo e o entendimento entre os países africanos e da Diáspora, bem como promover uma maior cooperação para o desenvolvimento.

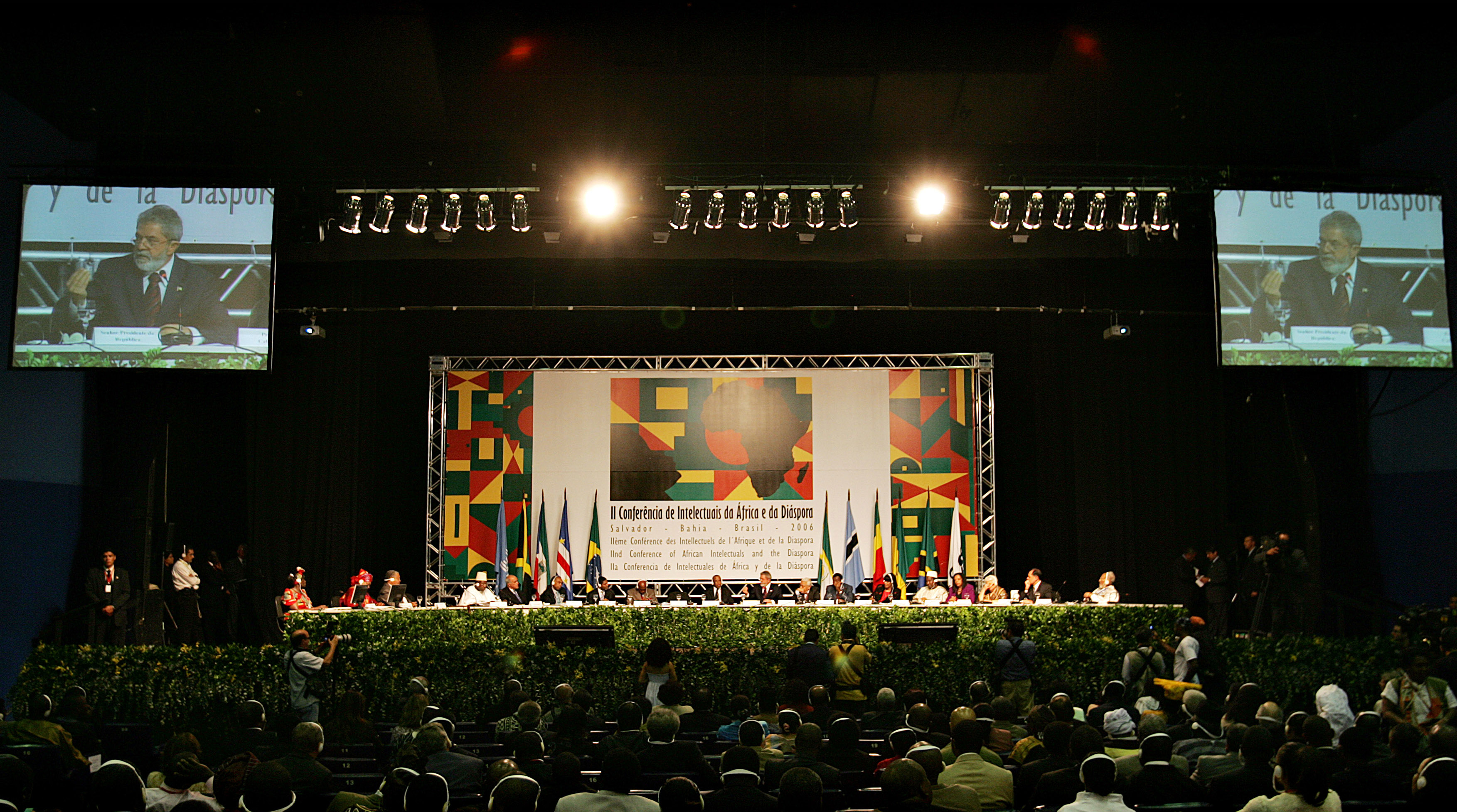
Presidente Luiz Inácio Lula da Silva na II Conferência de Intelectuais da África e da Diáspora.

A II Conferência de Intelectuais da África e da Diáspora foi realizada na cidade de Salvador, Bahia, Brasil de 12 a 15 de Julho de 2006.
Notícia anunciando o evento: Agência Brasil "Brasília - De (12) a sábado (15), Salvador deve funcionar como uma extensão do continente africano. É que a capital baiana sedia a 2ª Conferência de Intelectuais da África e da Diáspora (Ciad), que vai reunir intelectuais, representantes da sociedade civil e tomadores de decisão para discutir temas de interesse da África e dos afro-descendentes, como saúde, educação, religião, comércio, ciência e tecnologia.
A conferência – cuja primeira edição ocorreu em Dacar, no Senegal, em outubro de 2004 – tem abertura marcada para as 10 horas, presidida pelo presidente Luiz Inácio Lula da Silva e com a presença de chefes de Estado e de governo dos países participantes. Termina no sábado (15) com o Fórum de Diálogos África-Diáspora. São esperadas personalidades como a ecologista queniana Wangari Maathai, ganhadora do Prêmio Nobel da Paz de 2004, e o presidente da Comissão da União Africana, Alpha Oumar Konaré.
A diáspora africana – segundo a Fundação Palmares, os cerca de 12 milhões de africanos que foram espalhados pelas Américas pelo tráfico de escravos – é o outro assunto da conferência. Diáspora, do grego Diasporá, significa neste contexto a dispersão desses povos em virtude da perseguição de grupos dominadores intolerantes, de acordo com o Dicionário Aurélio.
O Centro de Convenções de Salvador, um espaço com 57 mil metros quadrados, 17 auditórios com capacidade para 60 a 2 mil pessoas, e 22 salas de apoio, sediará a chamada parte intelectual da conferência. Para o auditório principal, o Iemanjá, estão previstas três sessões plenárias: A Diáspora e o Renascimento Africano; Gênero e Eqüidade na África e na Diáspora; e Paz, Democracia e Desenvolvimento.
Nos outros auditórios haverá 24 mesas de debates, sobre temas como a história das línguas africanas, a religião, a luta contra a pobreza e o combate ao racismo. E estão previstos para outros locais da cidade de Salvador diversos eventos culturais, como exposições de arte, shows de música africana, feiras de artesanato e debates na Universidade Federal da Bahia (UFBA)  e na Universidade do Estado da Bahia (UNEB). Cerca de 2 mil pessoas são esperadas na conferência, que será transmitida por vários telões espalhados pela cidade de Salvador.
O Brasil possui uma grande população de descendentes de africanos e de negros. De acordo com o IBGE, 13.252.000 de brasileiros se auto-declaram pretos, 6,9% da população.